# 포트아서 (태즈메이니아주)

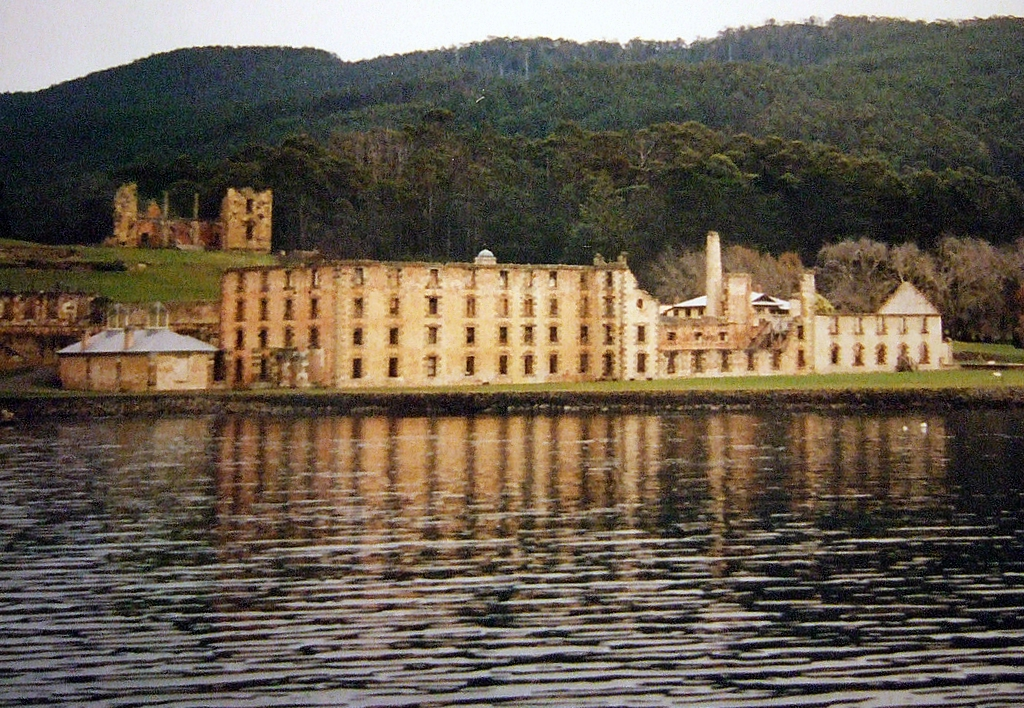
옛 포트아서 형무소

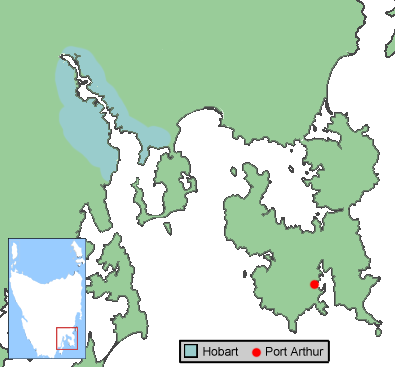
포트아서의 위치

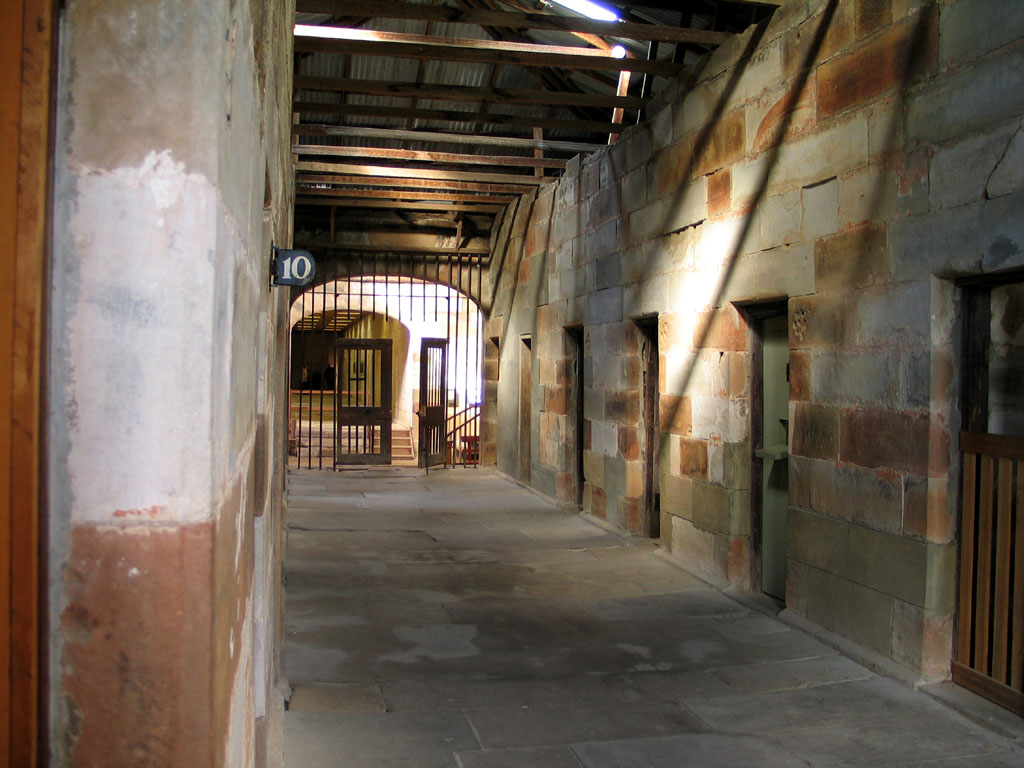
포트아서 형무소 내부 모습

포트아서(Port Arthur)는 오스트레일리아(호주) 태즈메이니아주에 위치한 작은 도시로, 인구는 약 200명이다. 호바트(태즈메이니아 주의 주도)에서 남서쪽으로 60km 정도 떨어진 곳에 위치한다. 오스트레일리아에서 가장 큰 유배 식민지가 건설된 곳이기도 하다. 주도 호바트까지를 연결하는 고속도로가 지나가며 호바트에서 페리로 2시간 정도 걸린다.

## 역사
도시 이름은 판디멘스랜드의 부총독을 지낸 조지 아서에서 유래된 이름이다. 1830년 이 곳에 벌목장이 들어섰고 1833년 유배 식민지가 되었다. 1877년 형무소가 폐쇄되었다. 1996년 포트아서 학살이 벌어졌다.